# 13529 Yokaboshi
13529 Yokaboshi è un asteroide della fascia principale. Scoperto nel 1991, presenta un'orbita caratterizzata da un semiasse maggiore pari a 2,2407540 UA e da un'eccentricità di 0,0968475, inclinata di 4,36450° rispetto all'eclittica.